# Litumbandyosi
Litumbandyosi ist ein Verwaltungsbezirk (Ward) des Distrikts Mbinga in der tansanischen Region Ruvuma.

## Geografie
Litumbandyosi liegt im Südwesten von Tansania etwa 70 Kilometer Luftlinie nordwestlich der Regionshauptstadt Songea. Das größte Gewässer ist der Ruhuhu, der durch den Norden des Bezirks fließt. Angrenzend sind im Nordwesten die Region Njombe, im Nordosten der Distrikt Madaba, im Osten der Distrikt Songea, im Süden der Bezirk Amani Makoro und im Westen der Bezirk Ruanda.
Bei der Volkszählung 2022 lebten 11.506 Menschen in 2809 Haushalten auf einer Fläche von 705 Quadratkilometern.

## Gliederung
Der Bezirk besteht aus vier Gemeinden (Mtaa) mit 27 Orten (Kitongoji):
| Litumbandyosi - Misheni A - Mandyosi A - Mabuni A - Mabuni B - Misheni B - Mandyosi B - Raha Leo - Mandyosi C | Mabuni - Mabuni A - Mabuni B - Timbwili - Ruhuwiko - Maduara - Madukani | Luhagara - Mabatini - Raha Leo - Tangi La Maji - Miembeni - Songambele A - Majengo - Songambele B - Laini - Shuleni | Kingoli - Kingoli - Legeza - Mwili - Kiyoka |

## Infrastruktur
- Bildung: Im Bezirk liegen zwei weiterführende Schulen,[8] die beiden staatlichen Schulen Litumbandyosi Secondary School[9] und Luhagara Secondary School.
- Gesundheit: In der Gemeinde Litumbandyosi liegen ein öffentliches Gesundheitszentrum[10] und eine öffentliche Apotheke.[11] Weitere öffentliche Apotheken gibt es in Luhagara[12] und Kingoli.[13]

## Sonstiges
Die Gemeinde Johannesberg und die Pfarreiengemeinschaft Glattbach-Johannesberg pflegen eine Partnerschaft mit Litumbandyosi.